# Hans Modrow

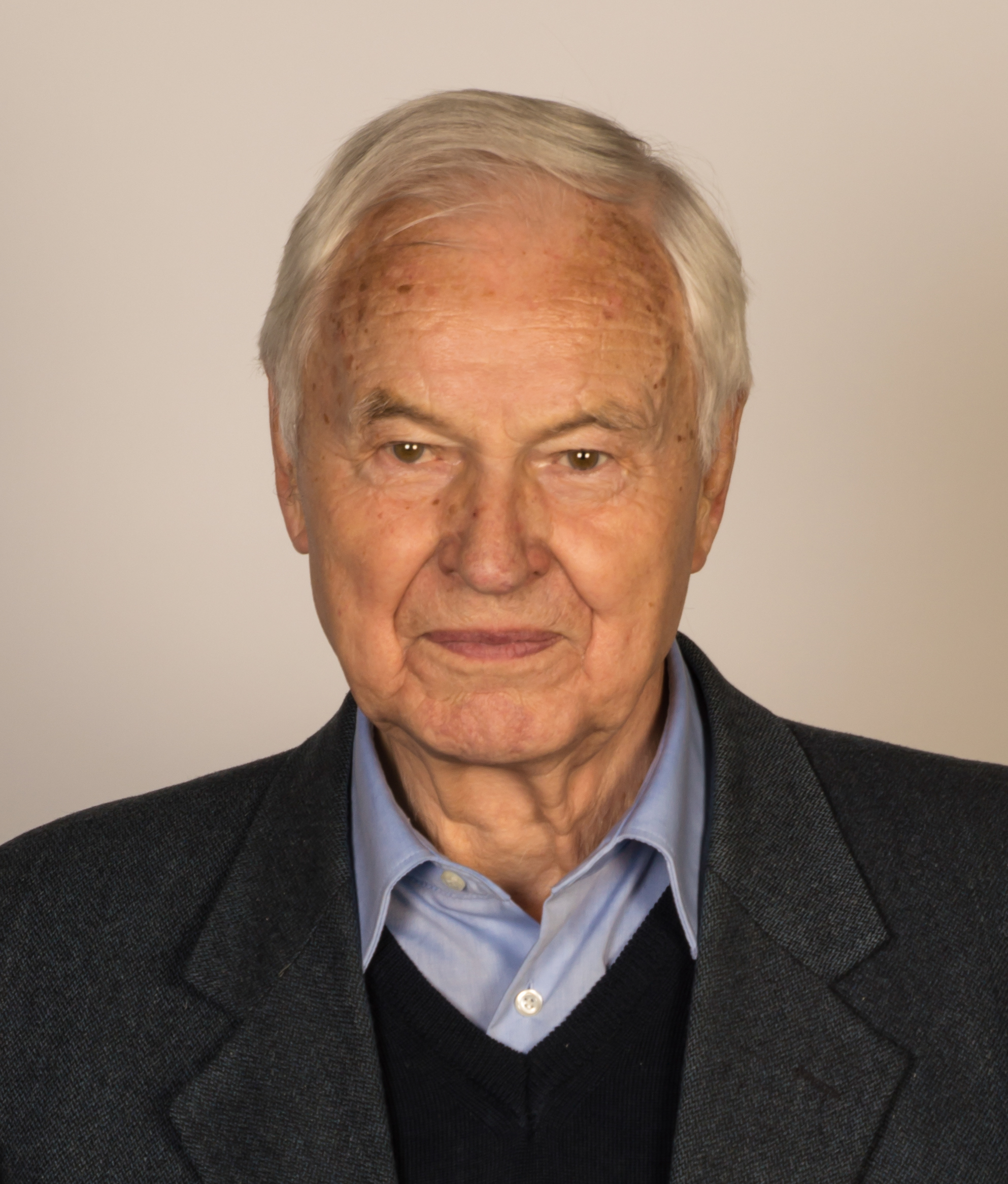
Hans Modrow

Hans Modrow (Jasenitz, 27 januari 1928 – Berlijn, 11 februari 2023) was een Oost-Duitse (DDR), daarna Bondsrepublikeins politicus en de laatste voorzitter van de ministerraad van de DDR.
Hans Modrow werd geboren in het oosten van Duitsland, nabij Stettin, en volgde een opleiding tot machinebankwerker. In 1945 werd hij gerekruteerd voor de zogenaamde 'Volkssturm', bij elkaar geraapte militaire eenheden van minderjarigen en oudere mannen die het Rode Leger moesten tegenhouden. Aan het einde van de Tweede Wereldoorlog werd hij door de Russen gevangengenomen.
Teruggekeerd uit krijgsgevangenschap, werd hij in 1949 lid van de Oost-Duitse Sozialistische Einheitspartei Deutschlands (SED) en de Freie Deutsche Jugend (FDJ) en de vakbond FDGB. In de jaren vijftig was hij lid van de centrale raad van de FDJ, daarna was hij lid van de Oost-Berlijnse gemeenteraad en de Volkskammer (parlement van de DDR) en tot 1989 van het centraal comité van de SED. In zijn vrije tijd studeerde hij economie (doctoraat 1969). Van 1973 tot 1989 was hij SED-districtssecretaris van Dresden.
Modrow gold als een hervormer en werd na de val van de muur lid van het politbureau van de SED (8 november - 3 december 1989) en vanaf 13 november 1989, als opvolger van Willi Stoph voorzitter van de ministerraad (premier). In december 1989 werd hij vicevoorzitter van SED/PDS. In februari 1990 presenteerde hij een concept voor de hereniging. Bij de verkiezingen van maart 1990 kwam de CDU als overwinnaar uit de bus en in april trad Modrow als voorzitter van de ministerraad af. Hij werd opgevolgd door Lothar de Maizière. Na de eenwording werd Modrow lid van de Bondsdag voor de PDS en Europarlementariër.
Modrow overleed op 95-jarige leeftijd in Berlijn.
- Bibsys: 90519446
- Biblioteca Nacional de España: XX5400835
- Bibliothèque nationale de France: cb12260106c (data)
- CiNii: DA02300810
- Gemeinsame Normdatei: 118906925
- International Standard Name Identifier: 0000 0001 1046 4886
- Library of Congress Control Number: n86820935
- Bibliotheek van het Japanse parlement: 00450250
- Nationale Bibliotheek van Tsjechië: xx0310656
- Nationale Bibliotheek van Israël: 987007272762005171
- Nationale Bibliotheek van Polen: a0000003826938
- Nederlandse Thesaurus van Auteursnamen: 143284983
- Système universitaire de documentation: 031373828
- Virtual International Authority File: 24659479
- WorldCat: E39PBJwHfWrYfK8wvM3B3dyKh3

Otto Grotewohl · Willi Stoph · Horst Sindermann · Willi Stoph · Hans Modrow · Lothar de Maizière